# ویکتور لیگونوف
ویکتور لیگونوف (روسی: Виктор Алексеевич Логунов؛ زادهٔ ۲۱ ژوئیهٔ ۱۹۴۴) دوچرخه‌سوار اهل اتحاد جماهیر سوسیالیستی شوروی است.
وی در مسابقات کشوری و بین‌المللی در مجموع برندهٔ ۱ مدال نقره شده‌است.